# 戈尔河畔圣洛朗
戈尔河畔圣洛朗（法語：Saint-Laurent-sur-Gorre，法語發音：[sɛ̃ loʁɑ̃ syʁ ɡɔʁ]）是法国新阿基坦大区上维埃纳省的一个市镇，位于该省西部，属于罗什舒阿尔区。

## 地理
戈尔河畔圣洛朗（45°46'12"N, 0°57'29"E）面积39.92 平方千米，位于法国新阿基坦大区上维埃纳省，该省份为法国中西部省份，北起顺时针与安德尔省、克勒兹省、科雷兹省、多爾多涅省、夏朗德省和维埃纳省接壤。
与戈尔河畔圣洛朗接壤的市镇（或旧市镇、城区）包括：尚帕尼亚克-拉里维耶尔、尚萨克、科尼亚克拉福雷、戈尔、韦尔河畔奥拉杜尔、圣奥旺、圣西尔、塞雷亚克。

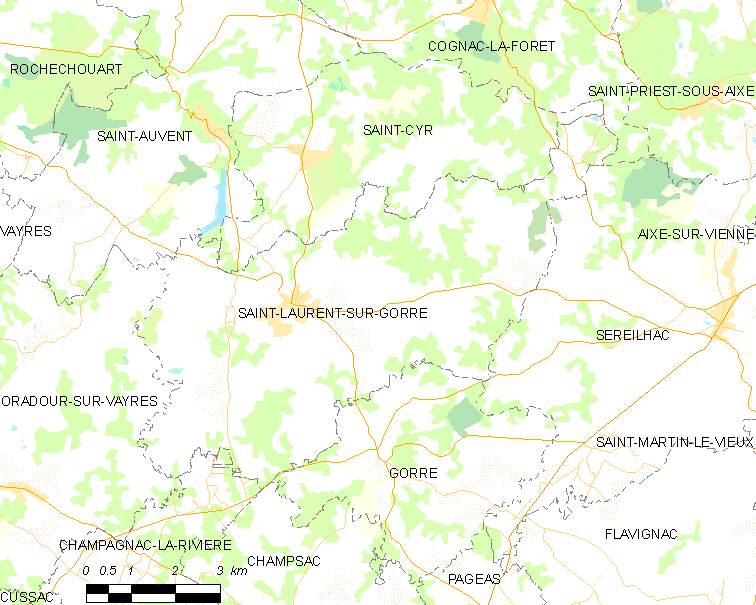
戈尔河畔圣洛朗的OSM定位图

戈尔河畔圣洛朗的时区为UTC+01:00、UTC+02:00（夏令时）。

## 行政
戈尔河畔圣洛朗的邮政编码为87310，INSEE市镇编码为87158。

## 政治
戈尔河畔圣洛朗所属的省级选区为罗什舒阿尔县。

## 人口

1962-2008年间戈尔河畔圣洛朗人口变化图示

戈尔河畔圣洛朗于2022年1月1日时的人口数量为1391人。